# ラインガウ＝タウヌス郡

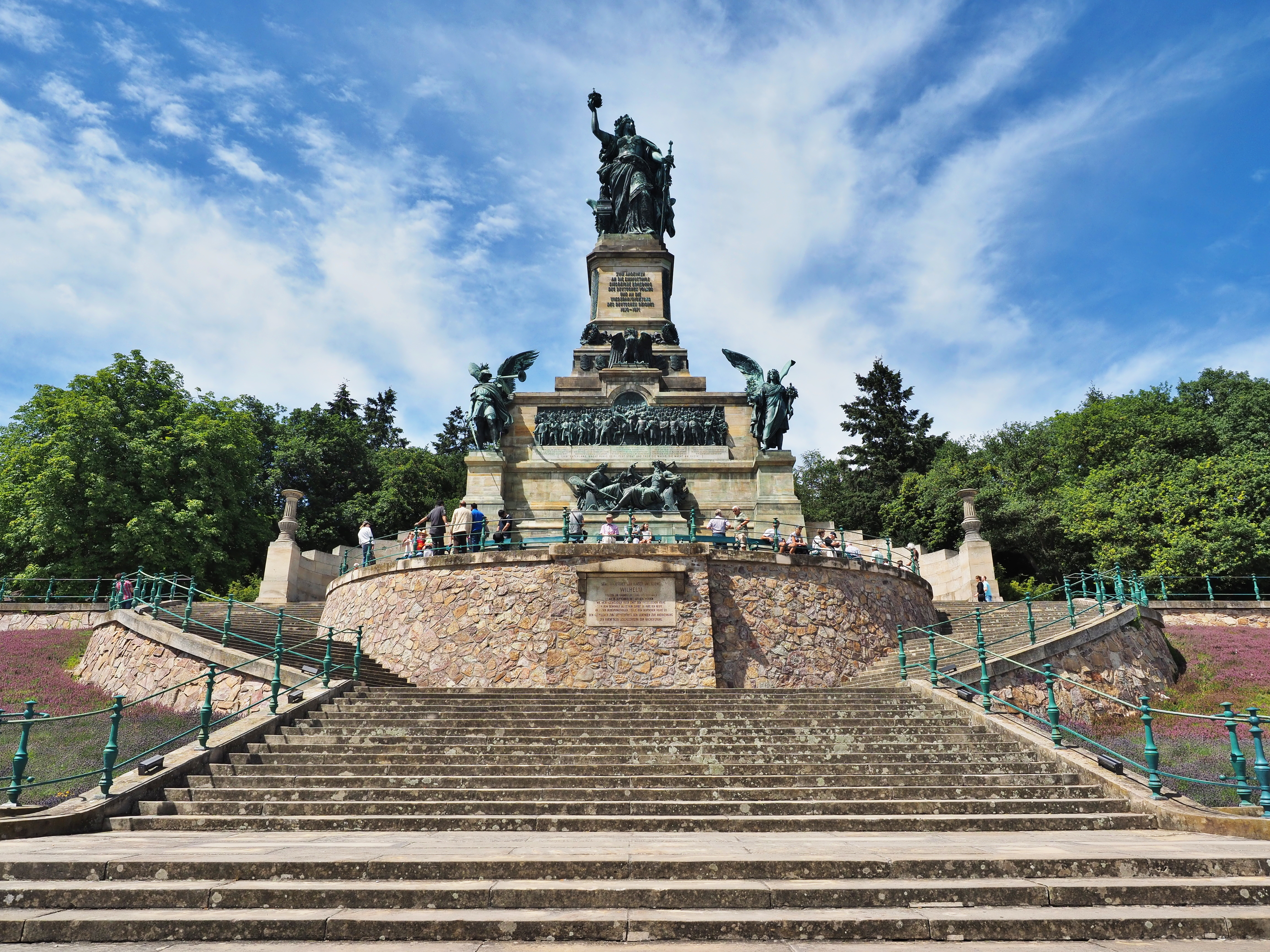
ラインガウ＝タウヌス郡内のリューデンシャイト近郊に建つニーダーヴァルト記念碑は、ドイツで最も重要な記念碑の1つである。

ラインガウ＝タウヌス郡 (ラインガウ＝タウヌスぐん、ドイツ語: Rheingau-Taunus-Kreis) は、ドイツ連邦共和国ヘッセン州ダルムシュタット行政管区に属す郡である。郡庁所在地はバート・シュヴァルバッハで、リューデスハイム・アム・ラインとイトシュタインにそれぞれ支所がある。
本郡は、1977年にラインガウ郡とウンタータウヌス郡とが合併して成立した。本郡の特殊性は、郡庁所在地のバート・シュヴァルバッハが人口からいえば郡で7番目の都市に過ぎないという点にある。ラインガウ＝タウヌス郡で最も人口が多い街はタウヌスシュタインである。

## 地理

### 位置
郡域はタウヌスハウプトカムの西半分を取り囲んでいる。かつてのウンタータウヌス郡部分はヴィースバーデンの北、ヒンタータウヌス西部に広がる。グローサー・フェルトベルクに近い郡域の東部には、郡内最高峰の海抜 629.3 m のヴィントハインが位置している。ウンタータウヌス山地の南西部と深く刻まれたヴァルフタールの外側はラインガウと総称される。ラインガウ山地の周辺に多くの集落があり、ライン川周辺やタウヌス山地の支脈ではブドウ栽培が盛んに行われている。その北側のラインガウ山地やヴィスパータウヌス山地は深い森に覆われている。ここはヘッセン最大級の森の1つに数えられる。ライン川は本郡の南および南西の郡境をなしており、同時に州境にもなっている。郡の西部は世界遺産「ライン渓谷中流上部」の一部である。

### 土地利用
郡域面積は 81,141 ha である。
ラインガウ＝タウヌス郡の土地利用は以下の通りである。
| 用途     | 面積 (ha) | 占有率 (%) |
| -------- | --------- | ---------- |
| 住宅地   | 05,563    | 06.9       |
| 交通用地 | 05,359    | 06.6       |
| 農業用地 | 23,410    | 28.9       |
| 森林     | 43,836    | 54.0       |
| 水域     | 01,501    | 01.9       |
| その他   | 01,472    | 01.8       |

森林占有率 54 % はヘッセン州の平均 (39.8 %) よりもかなり大きな数値である。水域の広さは特筆すべきで、約 15 km2 という広さはエーダー湖の面積 (11.8 km2)よりも 30 % ほど広い。この水域面積は、インゼルラインによるものである。この区間の川幅は広いところでは 1000 m にも及ぶ。郡境は歴史的な主要航行路の中央に設定されている。

### 隣接する郡
ラインガウ＝タウヌス郡と隣接する郡および郡独立市は、北から時計回りに、リムブルク＝ヴァイルブルク郡、ホーホタウヌス郡、マイン＝タウヌス郡、郡独立市ヴィースバーデン（以上、いずれもヘッセン州）で、南と南西はライン川がラインラント＝プファルツ州との自然の境界を形成している。対岸のライン川左岸にはマインツ＝ビンゲン郡がある。北西はラインラント＝プファルツ州ライン＝ラーン郡と境を接している。

## 歴史
かつてのフランケン・ラインガウは983年から1803年までマインツ大司教領に属しており、その後はナッサウ公国に属した。ウンタータウヌスは、アール川から西はカッツェンエルンボーゲン・ニーダーグラーフ領に、残りの部分はナッサウ侯領に属した。かつての Pays réservé が1816年にヘッセン選帝侯との間で領土交換されて以後、現在の郡域全体がナッサウ公領となった。1866年の普墺戦争の結果、ナッサウはプロイセン王国に併合され、ヘッセン＝ナッサウ州となった。この州は1867年に郡に分割され、リューデスハイム・アム・マインを郡庁所在地とするラインガウ郡とランゲンシュヴァルバッハ（現在のバート・シュヴァルバッハ）を郡庁所在地とするウンタータウヌス郡が形成された。これらは第二次世界大戦後にヘッセン州に属すこととなった後もこの郡は存続した。
ヘッセン州の地域再編に伴い、両郡は1977年1月1日にラインガウ＝タウヌス郡として統合された。ケーニヒスホーフェン集落を含む旧ニーデルンハウゼンがマイン＝タウヌス郡から移管され、ウンタータウヌス郡の町とニーデルンハウゼンの名称の下に合併した。郡庁所在地は中央に位置するバート・シュヴァルバッハと定められた。

## 住民

### 人口推移
| 年   | 人口（人） | 出典  |
| ---- | ---------- | ----- |
| 1977 | 156,900    | [ 5 ] |
| 1980 | 162,400    | [ 6 ] |
| 1990 | 171,600    | [ 6 ] |
| 2010 | 183,354    | [ 7 ] |
| 2015 | 182,691    | [ 8 ] |
| 2020 | 187,690    | [ 9 ] |

### 宗教統計
2011年の調査によれば、住民の 32.1 % が福音主義、32.5 % がローマ＝カトリック、35.3 % がその他の宗教または無宗教であった。福音主義およびカトリック信者の数はこれ以後減少している。

## 行政

### 郡議会
2021年3月の郡議会選挙結果に基づく議席配分を以下に示す。
| 政党      | 得票率 (%) | 議席数 |
| --------- | ---------- | ------ |
| CDU       | 33.16      | 20     |
| GRÜNE     | 19.74      | 12     |
| SPD       | 21.06      | 13     |
| AfD       | 7.68       | 5      |
| FDP       | 7.02       | 4      |
| DIE LINKE | 3.63       | 2      |
| FWG       | 7.70       | 5      |

### 郡長
2017年7月5日以降フランク・キリアン（無所属）がラインガウ＝タウヌス郡の郡長を務めている。
それ以前の郡長は以下の通り:
- カール＝ハインツ・ベッカー (SPD) 1977年、州の委託
- ヘーリベルト・メルテン (CDU) 1977年 - 1983年
- ヘーリベルト・ディーツ (CDU) 1983年 - 1989年
- クラウス・フリーチュ (SPD) 1989年 - 1999年
- ベルント・レトガー (CDU) 1999年 - 2005年
- ブルクハルト・アルベルス (SPD) 2005年 - 2017年

### 紋章、旗、幟
ラインガウ＝タウヌス郡は紋章、旗、幟を有している。
紋章の図柄: 斜め（向かって右上から左下）に二分割。上部は金色の小四角形が鏤められた青地に、分割線から現れる金の獅子。獅子は赤い爪と舌で威嚇している。下部は銀地に赤い6本スポークの輪。
解説: 獅子は、かつてのナッサウ公領のシンボルで旧ウンタータウヌス郡の紋章から採られた。配色が逆転したマインツ大司教の「マインツの輪」は、旧ラインガウ郡の紋章から採られた。紋章は2つの領邦の統合を表している。
この紋章は1981年1月22日に認可された。
ラインガウ＝タウヌス郡の郡議会は、以下で記述された旗の採用を決議し、ヘッセン内務大臣は1981年8月25日にこれを認可した。
旗の図柄: ラインガウ＝タウヌス郡の旗は青地と金地に二分割され、中央に郡の紋章が描かれている。

### 姉妹地域
ラインガウ＝タウヌス郡は以下の地域と姉妹地域関係にある
- シャルロッテンブルク＝ヴィルマースドルフ区（ドイツ、ベルリン）
  - ラインガウ郡は、1972年からベルリンのヴィルマースドルフ区と保護・援助関係にあり、合併後はラインガウ＝タウヌス郡がこれを引き継いだ。1991年から姉妹地域協定に発展し、2001年以後は合併に伴ってシャルロッテンブルク＝ヴィルマースドルフ区に引き継がれた。1984年からラインガウのブドウがあるシュタディオーン・ヴィルマースドルフのブドウ畑もこの一環である。ヴァイサー・リースリングとエーレンフェルザー（ドイツ語版、英語版）のそれぞれ100本のブドウはラインガウのワイン業者によって圧搾される。これから、特別な機会に供されるヴィルマースドルファー・ラインガウペルレが創られる。最初の収穫は1986年であった。5月中旬から9月中旬までの間、ベルリン＝ヴィルマースドルフのラインガウ地区の中心にあるリューデスハイマー広場で、ラインガウのワインを楽しむことができる。
- ザーレ＝オルラ郡（ドイツ語版、英語版）（ドイツ、テューリンゲン州）
- ボルショド・アバウーイ・ゼンプレーン県（ハンガリー）

## 経済と社会資本

### 経済

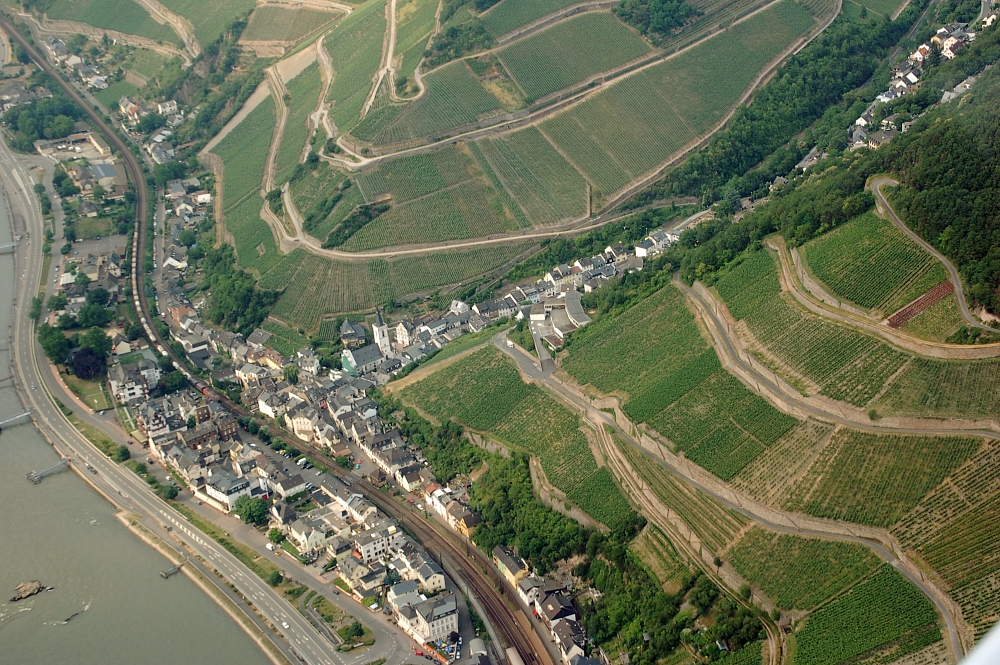
アスマンスハウゼンのブドウ畑

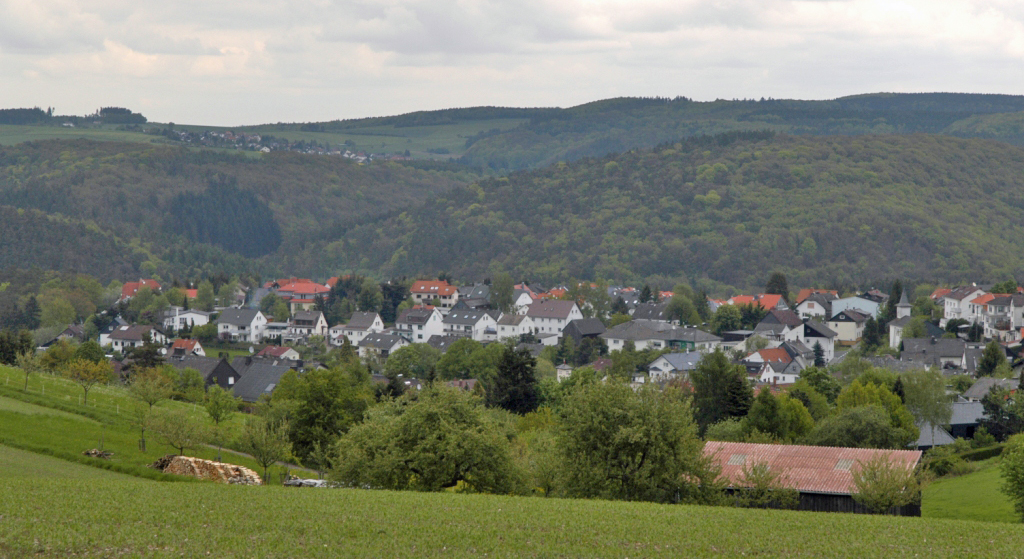
タウヌス地方の典型的な風景。ヘッテンハイン近郊

この地域の国際的知名度は、ラインロマン主義と結びついた高品質のワイン製造による。ラインガウの代表的なワイン、特にリースリングの白ワインは、世界的な名声を得ている。この他に、アスマンスハウゼンはシュペートブルグンダーの赤ワインで知られている。ワイン文化とラインロマン主義との結びつきは、ライン＝マイン地域からの日帰り旅行や休暇旅行のどちらにおいても観光業の原動力となっており、この地域の重要な経済要素である。特にリューデスハイム・アム・マイン、アスマンスハウゼン、ニーダーヴァルト記念碑がその中心である。ワイン生産地区ラインガウに含まれない郡の大部分は、ライン＝タウヌス自然公園に指定されており、自然に親しむ保養ができる目的地となっている。
これに対してウンタータウヌス地方は、一般的な農業と中小企業による産業が主である。郡のどちらの地域の住民も、多くはヴィースバーデンやフランクフルト・アム・マインに通勤している。
郡内には3つの大学がある。ガイゼンハイムにガイゼンハイム単科大学、イトシュタインにフレゼニウス単科大学、エストリヒ＝ヴィンケルのエストリヒ地区にEBS経済法科大学がある。

### 交通
郡内を通る唯一の連邦アウトバーンが、郡の東部を通っている A3号線である。このアウトバーンのケルン - フランクフルト・アム・マイン区間が北から南に通っており、イトシュタイン・インターチェンジとヴィースバーデン/ニーデルンハウゼン・インターチェンジがある。
A66号線は、ヴィースバーデン＝フラウエンシュタイン・インターチェンジで連邦道B42号線に移行する。この連邦道はエアバッハ (ラインガウ) まで4車線に拡幅されている。それ以後は、リューデスハイムの町中を通り抜ける以外は、バイパス道路としてコブレンツまでライン川沿いを通っている。この道路は、氾濫原の盛り上げられた堤防上を通っており、降水が多いときには浸水の恐れがある。最初の浸水箇所は、エストリヒとミッテルハイムとの間の道路が低くなっている箇所で、ビンゲンでの水位が 4.60 m になると浸水する。これはライン川の船舶航行が禁止される洪水指標-IIの水位よりも 30 cm 低い。郡内を通るこの他の連邦道は、B8号線、B54号線、B260号線、B417号線がある。
A3号線に並行して、高速鉄道ケルン - フランクフルト線の路線が設けられた。郡内にこの鉄道の停車駅はない。最寄りのICE-停車駅は、ヴィースバーデン中央駅、マインツ中央駅、フランクフルト (マイン) 中央駅、リムブルク南駅、コブレンツ中央駅がある。郡域は2本の鉄道路線によって結ばれている。1つはラインガウとヴィースバーデンおよびコブレンツを結ぶライン川右岸線、もう1つはフランクフルトおよびヴィースバーデンとリムブルクを結び郡内に多くの停車駅を持つマイン＝ラーン線である。郡庁所在地バート・シュヴァルバッハとヴィースバーデンとを結ぶアールタール線は、時折運行されるナッサウ観光鉄道の観光列車を除き廃止された。

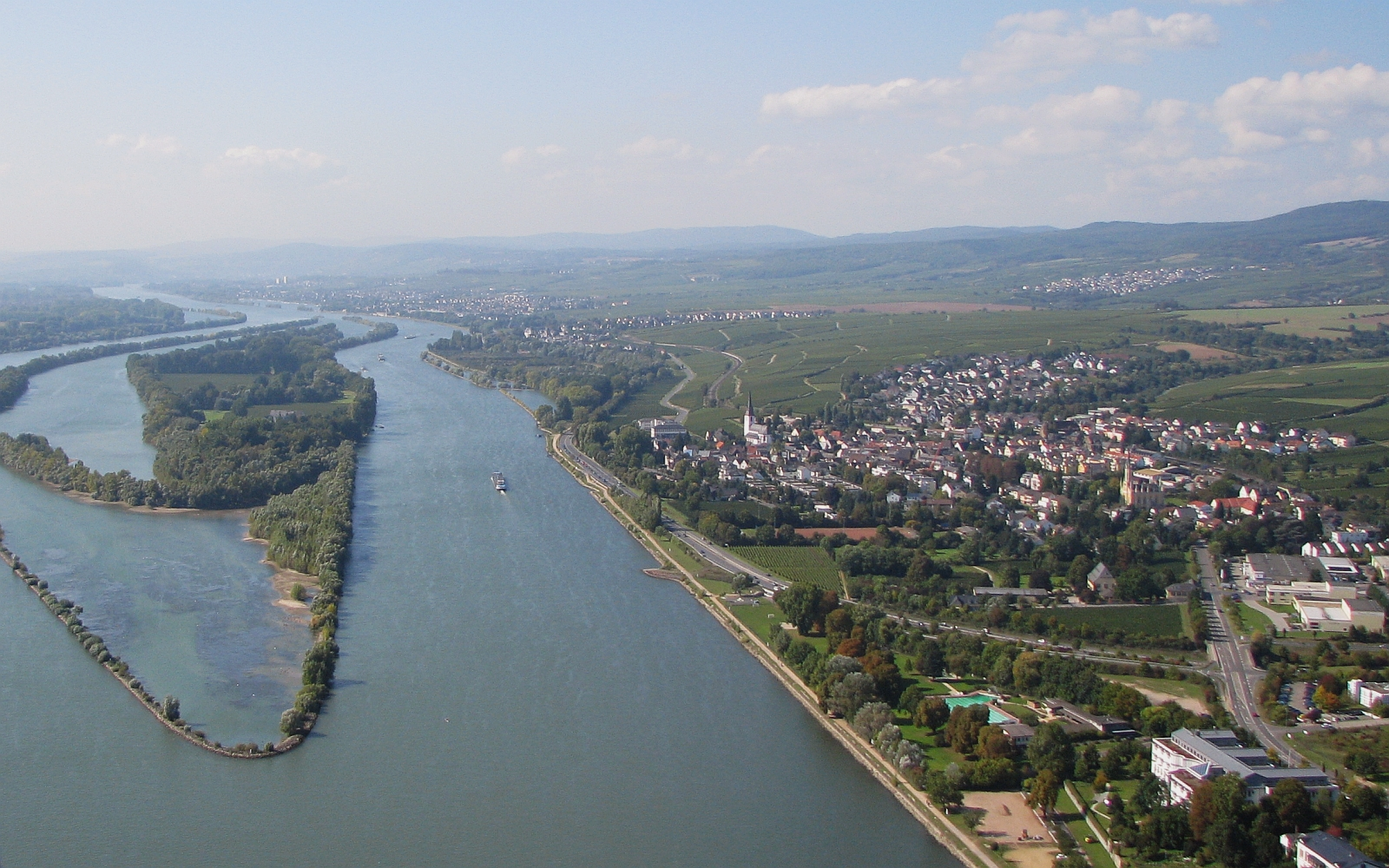
マリアンネンアウエとエアバッハ

ラインガウ＝タウヌス郡の南部と西部は、国際水路のライン川に面している。郡境は、原則として、水路の中央であり、いくつかの中州を有している。最大の中州がエアバッハとハッテンハイムの近くに位置するマリアンネンアウエである。郡内唯一のライン川を渡る橋であったヒンデンブルク橋は第二次世界大戦で破壊された後、再建されていない。自動車フェリーがエストリヒ＝ヴィンケルからインゲルハイム、リューデスハイムからビンゲン、ロルヒからニーダーハイムバッハに運航している。リューデスハイムの近くには水上警察署のある避難港が存在する。ケルン - デュッセルドルフの定期船の乗降施設はエルトヴィレ、リューデスハイム、アスマンスハウゼン、ロルヒにある。この他に多くの地元企業が定期的に観光船を運航している。さらにリューデスハイムにはリバークルーズのためのクルーズ客船を係留するための係留地がある。
ラインガウ＝タウヌス交通協会 (RTV) は、ラインガウ＝タウヌス郡の地元の近郊交通協会である。この協会はライン＝マイン交通連盟に加盟している。

### 医療・健康施設
ラインガウ＝タウヌス郡には多くの病院が存在する。かつてのイトシュタインとバート・シュヴァルバッハの郡立病院は2001年に民営化され、バート・シュヴァルバッハの病院は、反対があったにもかかわらず、運営団体ヘリオスによって2018年5月に閉鎖された。これ以後ヘリオスは、2008年に新たに建設したイトシュタイン病院を運営している。リューデスハイム・アム・マインにはラインガウ聖ヨーゼフス・ホスピタルがある。エルトヴィレ近郊には、アイヒベルク精神医学・精神治療病院とラインヘーエ小児・青年精神医学病院があり、キートリヒには聖ヴァレンティーヌス病院がある。イトシュタインにはカルメンホーフ身体障害者および青年保護指導施設がある。
郡内の救命救急は、郡の委託を受けて、マルテザー救護サービス、ドイツ赤十字社、労働者サマリア連盟が活動しており、バート・シュヴァルバッハの中央消防・救急指令所がこれらをコーディネイトしている。

### 図書館
ラインガウ＝タウヌスのいくつかの図書館（バート・シュヴァルバッハ市立図書館、メディアテーク・エルトヴィレ・アム・ライン、ガイゼンハイム市立図書館、キートリヒ町立図書館、ヴァルフ町立図書館）は、参加図書館の間で相互貸借システムの統合ネットワークを形成したヘッセンで最初の図書館である。全体のオンラインカタログも創られている。ラインガウ＝タウヌス郡の図書館ポータルは、「Biporta」と呼ばれている。

## 市町村
ラインガウ＝タウヌス郡は17市町村からなる。このうち市は8つある。郡庁所在地はバート・シュヴァルバッハであるが、これはタウヌス側の最も人口が少ない都市である。エルトヴィレとリューデスハイムの2都市には、公式に「アム・マイン」という補足語がつけられている。この他にガイゼンハイムとイトシュタインにはヘッセン州内務大臣から「大学都市」という称号が与えられた。
| 市 - バート・シュヴァルバッハ (Bad Schwalbach, 郡庁所在地, 11,602) - エルトヴィレ・アム・ライン (Eltville am Rhein, 17,040) - ガイゼンハイム (Geisenheim, 大学都市, 11,776) - イトシュタイン (Idstein, 大学都市, 25,709) - ロルヒ (Lorch, 4,019) - エストリヒ＝ヴィンケル (Oestrich-Winkel, 11,769) - リューデスハイム・アム・ライン (Rüdesheim am Rhein, 10,180) - タウヌスシュタイン (Taunusstein, 30,820) 町村 - アールベルゲン (Aarbergen, 6,334) - ハイデンロート (Heidenrod, 7,905) - ホーエンシュタイン (Hohenstein, 6,212) - ヒュンシュテッテン (Hünstetten, 10,405) - キートリヒ (Kiedrich, 4,136) - ニーデルンハウゼン (Niedernhausen, 14,811) - シュランゲンバート (Schlangenbad, 6,417) - ヴァルトエムス (Waldems, 5,210) - ヴァルフ (Walluf, 5,573) かっこ内の数値は、2023年12月31日現在の人口である。 |

### 訳注
1. ↑  ライン川のマインツからビンゲンまでの区間の名称。従って本郡が面するライン川のほぼ全域がこの区間に含まれる。